# Bergquell-Brauerei Löbau

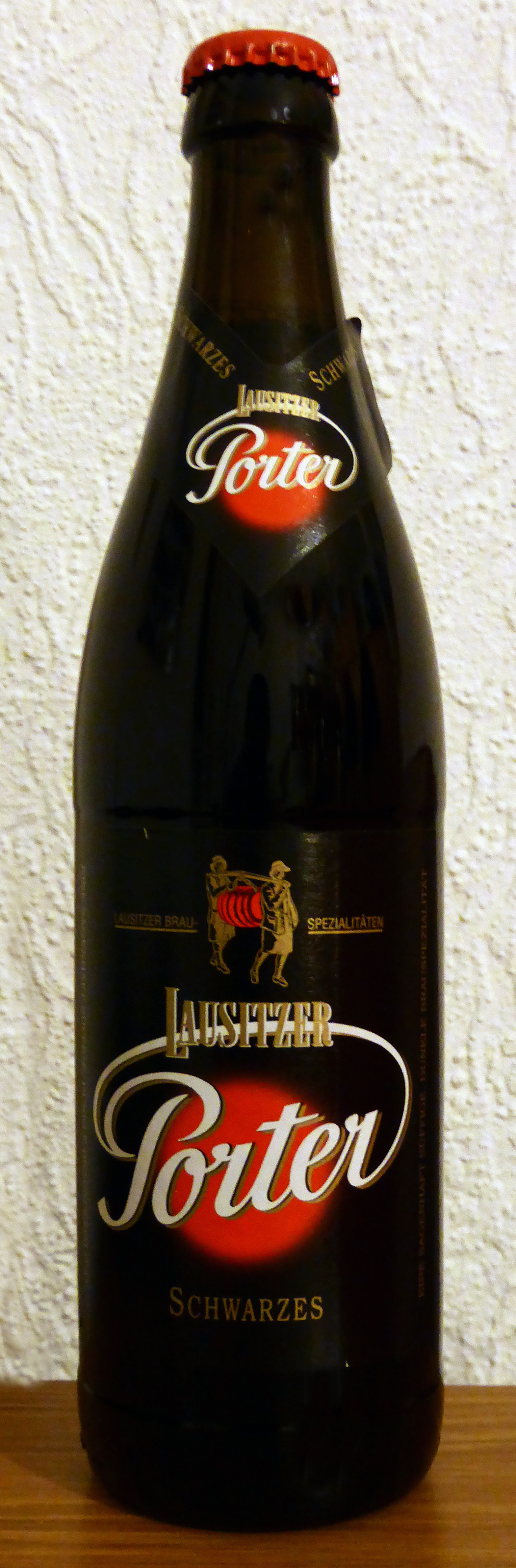
Lausitzer Porter (NRW-Flasche)

Die Bergquell-Brauerei Löbau GmbH ist eine Brauerei im ostsächsischen Löbau. Das bekannteste Produkt ist das „Lausitzer Porter“, das seit 1999 produziert und deutschlandweit vertrieben wird.

## Geschichte
Die Geschichte der Bergquell-Brauerei Löbau GmbH begann 1846 mit der Grundsteinlegung für ein neues „Brau-, Malz- und Pichhaus“ am Löbauer Theaterplatz. Die darauf folgenden Jahre waren geprägt von Umwandlungen, Liquidationen und Besitzerwechseln. Zwischen 1888 und 1950 hatte die Brauerei die Rechtsform einer Aktiengesellschaft unter der Firmierung Aktienbrauerei Löbau vorm. Schreiber & Rätze (1888 bis 1922) und  Aktienbrauerei Löbau. Um 1900 wurden etwa 43.000 Hektoliter Bier pro Jahr gebraut. Bei etwa dieser Menge pendelte sich die Produktion bis zum Beginn des Zweiten Weltkrieges ein.
Gebäude und Inventar überstanden den Zweiten Weltkrieg relativ unbeschadet. Kurz nach Beendigung des Krieges konnte die Bergquell-Brauerei ihre Produktion wieder aufnehmen. 1958 erfolgte die Umwandlung zur halbstaatlichen „Bergquell-Brauerei KG“. Unter den 177 Beschäftigten waren 25 Saisonkräfte. Es wurden 65.000 Hektoliter Bier und 10.800 Hektoliter alkoholfreie Getränke produziert.
1972 wurde die halbstaatliche Brauerei in „Volkseigentum“ überführt. Der neue Name war „VEB Bergquell-Brauerei Löbau“. Die Produktion lag bei 82.500 Hektolitern Bier und 10.600 Hektolitern alkoholfreien Getränken. Im Angebot waren u. a. „Kristall“, „Deutsches Pilsner“, „Bockbier“ und „Doppelkaramel-Malzbier“. Ab 1979 gehörte die Brauerei zum Getränkekombinat Dresden. 1980 wurden 107.610 Hektoliter Bier gebraut.
Aufgrund beginnender Sanierungsmaßnahmen stellte die Brauerei im Oktober 1989 das Eigenbrauen ein und wurde kurze Zeit später der Treuhandanstalt unterstellt. Zu diesem Zeitpunkt arbeiteten 140 Beschäftigte bei Bergquell. Der Technologierückstand betrug 50 Jahre. Angesichts der aufgelaufenen Schulden setzte die Treuhandanstalt 1991 zwei Rechtsanwälte als Liquidatoren der Bergquell-Brauerei ein. Ab August begann der Neuaufbau unter dem Namen „W & Partner Brauereigesellschaft mbH“.
1996 entstanden die ersten Gebäude der neuen Brauerei im Löbauer Gewerbegebiet West. Erstmals seit 1989 wurde wieder ein eigener Sud eingemaischt. Im Juli 1999 folgte erstmals das „Lausitzer Porter“.

## Gegenwart
Seit August 1999 ist die Bergquell-Brauerei unter dem neuen Inhaber und Geschäftsführer Steffen Dittmar wieder eigenständig. Im Dezember wurde die erste Flaschen-Abfüllanlage am neuen Standort in Betrieb genommen. Sie hatte eine Kapazität von 7.000 Flaschen pro Stunde. 2003 wurde eine neue Lager- und Logistikhalle errichtet. Die Flaschen-Abfüllanlage musste nach fünf Betriebsjahren ausgetauscht werden, die neue Anlage schaffte 15.000 Flaschen pro Stunde.
Bis 2011 folgten weitere Investitionen. Eine Flaschen-Sortieranlage und erneut eine neue Flaschen-Abfüllanlage (33.000 Flaschen pro Stunde) wurden in den bisherigen Lager- und Logistikhallen installiert. Für Lager und Logistik wurden zwei neue Hallen gebaut, die seither das wetterunabhängige Be- und Entladen der Lastzüge ermöglichen. Im Sudhaus wurde als Pilot-Projekt „EquiTherm“ installiert, mit der in der Bergquell-Brauerei Löbau rund 250.000 kWh thermische Energie pro Jahr eingespart werden können. Die Bergquell-Brauerei erhielt für das Projekt durch die Deutsche Energie-Agentur (dena) 2013 die Auszeichnung „Best Practice Energieeffizienz“.
Der Jahresausstoß stieg 2011 auf etwa 195.000 Hektoliter und pendelte sich in den Folgejahren bei circa 180.000 Hektolitern ein.

## Produkte

### Lausitzer Porter und Mixvarianten

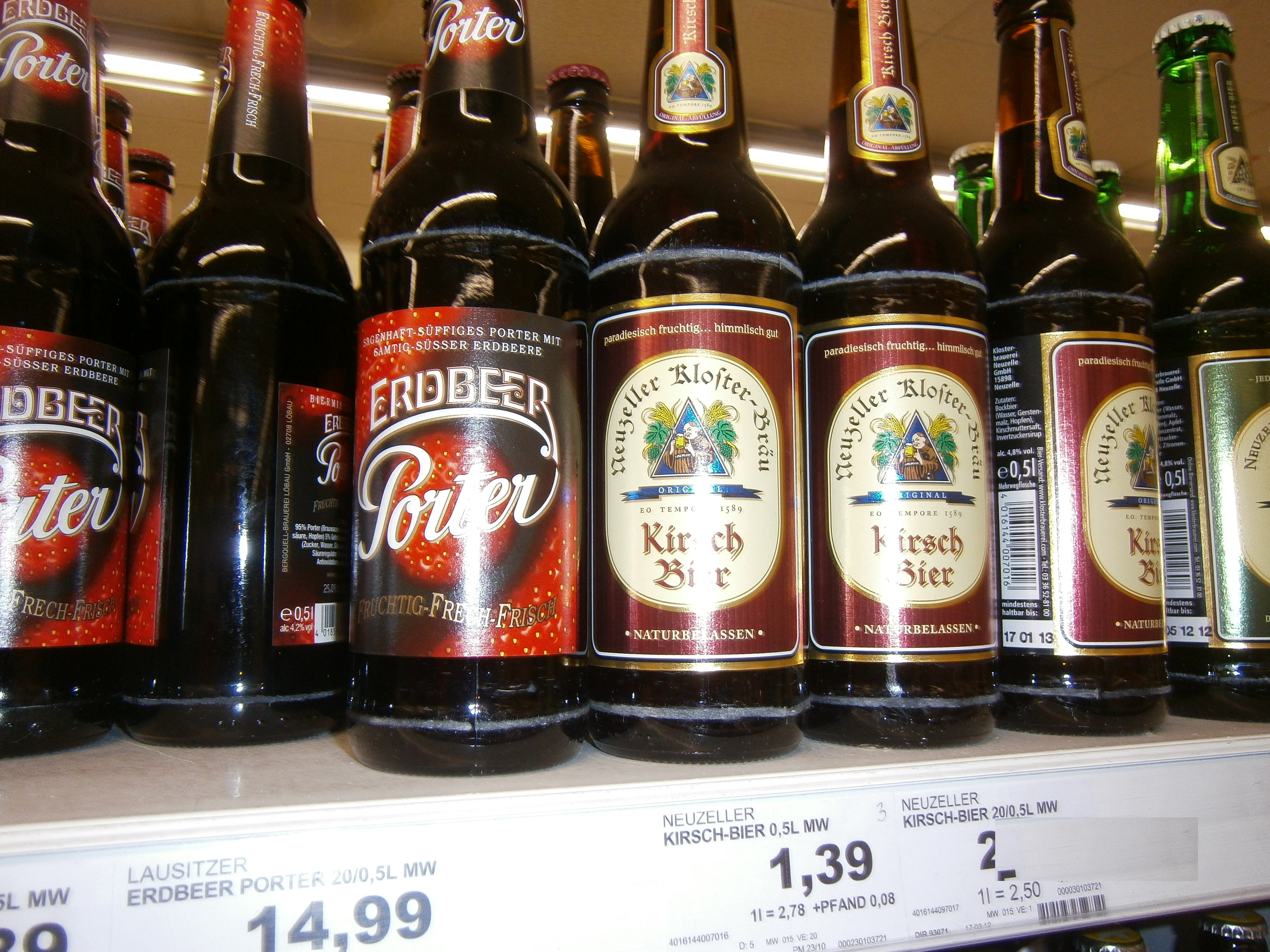
Kaufhausregal mit Erdbeer-Porter (Langhalsflasche)

Seit 1999 wird in der Bergquell-Brauerei das „Lausitzer Porter“ produziert. Wegen der Verwendung von Zucker und zusätzlicher Kohlensäure verzichtet der Hersteller auf den Bezug zum deutschen Reinheitsgebot und bezeichnet sein Produkt als „süffige dunkle Brauspezialität“.
Auf Grundlage des „Lausitzer Porter“ entstanden die Mix-Varianten „Porter+Punsch“ (2001, saisonal Herbst/Winter), „Kirsch-Porter“ (2006), „Erdbeer-Porter“ (2007) sowie die Porter-Radler-in (2021).

### Weitere Sorten
- Bergquell Pilsner
- Lausitzer Hefe-Weizen
- Bergquell Hell
- Bergquell Gold
- Bergquell Festbier (saisonal Frühling/Herbst)
- Goldener Reiter
- Keller-Urtyp naturtrüb
- Kräuter Radlerin
- Lausitzer Bergbock (saisonal Frühling/Herbst)
- Lausitzer Radler-in

## Sonstiges
Die Brauerei ist Mitglied im Brauring, einer Kooperationsgesellschaft privater Brauereien aus Deutschland, Österreich und der Schweiz.